# تپه مصلی انار
تپه مصلی انار مربوط به سده‌های اولیه دوران‌های تاریخی پس از اسلام است و در شهرستان مشگین‌شهر، دهستان لاهورد، روستای انار واقع شده و این اثر در تاریخ ۲۸ اسفند ۱۳۸۵ با شمارهٔ ثبت ۱۹۰۱۴ به‌عنوان یکی از آثار ملی ایران به ثبت رسیده است.